# Гизебрехт, Людвиг
Генрих Людвиг Теодор Гизебрехт (нем. Heinrich Ludwig Theodor Giesebrecht; 1792—1873) — немецкий поэт и историк, профессор гимназии в Штетине, почётный доктор (Honoris causa) Грайфсвальдского и Кёнигсбергского  университетов, участник Наполеоновских войн.

## Биография
Людвиг Гизебрехт родился 5 июля 1792 года в Мирове, в земле Мекленбург-Передняя Померания в Германии; был третьим сыном пастора и теолога Бенджамина Христиана Генриха Гизебрехт (1741—1826) и его жены Элизабет — дочери пастора Иоганна Людвига Лейтхойзера.
После того, как он и его брат-близнец Фридрих (1792—1875) успешно окончили школу в родном городе и старшие классы гимназии Gymnasium zum Grauen Kloster в Берлине, они оба в 1812 году поступили в Берлинский университет.

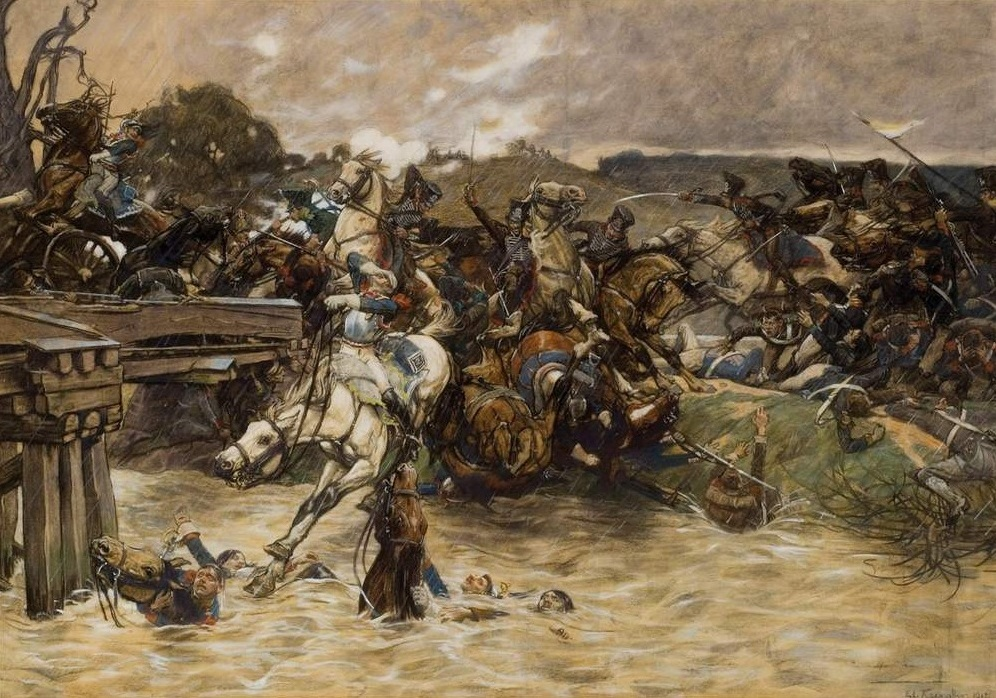
Битва на реке Кацбахе

В следующем году братья Гизебрехт прервали учебу и приняли участие в Освободительной войне в качестве добровольцев в Мекленбургско-Стрелицком гусарском полку, где служили по 1815 год. После битвы на реке Кацбах пути братьев-близнецов разошлись так как Людвиг Гизебрехт не мог продолжать военную службу из-за болезни.
После выздоровления учился в Университете Грайфсвальда. В это время он также занимался историческими и поэтическими работами. По возвращении Наполеона он снова записался в армию, но не принимал участия ни в одном сражении во Франции. После демобилизации в 1816 году он стал преподавать в Мариенштифтгимназии в Штеттине. С 1826 года получил звание профессора и преподавал немецкий язык, историю и религиоведение около полувека.
В Штеттине он исследовал историю Померании. В 1824 году он стал первым секретарём недавно созданного Общества истории и археологии Померании и был одним из редакторов сначала Новопоморских провинциальных газет, а затем изданных Обществом балтийских исследований, в которых он также опубликовал свои труды.

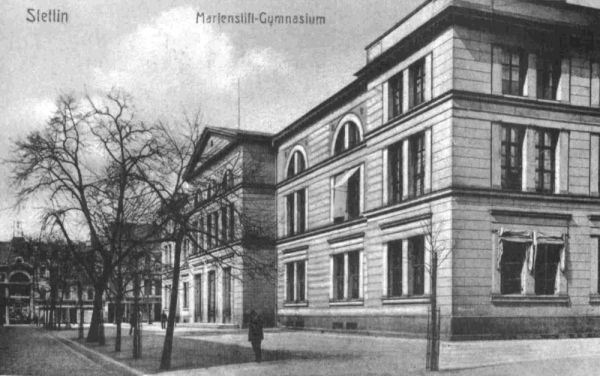
Мариенштифтгимназия

В 1848 году Людвиг Гизебрехт вошел во Франкфуртское национальное собрание от 11-го избирательного округа провинции Померания (Штеттин).
Из его многочисленных сочинений особого внимания внимания заслуживает изданный в 1843 году в Берлине труд «Wendische Geschichten», который содержит важные сведения об истории славян.
Его заслуги перед отечеством были отмечены Орденом Красного Орла IV степени в 1861 году и Орденом Дома Гогенцоллеров в 1866 году.
Его друг Карл Лёве написал несколько ораторий на основе текстов Гизебрехта.
Генрих Людвиг Теодор Гизебрехт скончался 18 марта 1873 года в Ясенице, где провел последние годы жизни вместе с дочерью.
Его сын Феликс Леонхард Гизебрехт (1828—1901) стал мэром Штеттина.